# Çamlıyurt, Saruhanlı
Çamlıyurt là một xã thuộc huyện Saruhanlı, tỉnh Manisa, Thổ Nhĩ Kỳ. Dân số thời điểm năm 2011 là 162 người.